# Sultans Trail
Der Sultans Trail ist ein Weitwanderweg sowie ein Radwanderweg und führt auf einer Länge von etwa 2.400 km von Wien nach Istanbul, durch Österreich, die Slowakei, Ungarn, Kroatien, Serbien, Bulgarien und die Türkei.

## Geschichtlicher Hintergrund
Der Name „Sultans Trail“ ist dem Sultan Süleyman I. ‚der Prächtige‘ gewidmet, Herrscher des Osmanischen Reichs. Unter seiner Führerschaft eroberten die osmanischen Truppen Belgrad und den größten Teil Ungarns und belagerten Wien kurzzeitig. Der heutige Weg folgt der von Sultan Süleyman auf seinem Weg beschriebenen Route. Dieser startete am 10. Mai 1529 von Istanbul und erreichte Wien nach 141 Tagen am 23. September. Es handelte sich um die schwierigste Expedition in den Westen. Ein zweiter Versuch 1532 scheiterte ebenfalls. 1566, im Alter von 60, führte er seine Truppen zum letzten Mal an; er starb in der Nähe von Szigetvár in Ungarn.

## Konzept
Im Gegensatz zu seiner Vergangenheit soll der Sultans Trail heute ein Weg im Zeichen des Friedens und der Völkerverständigung sein. Er startet auf dem Kahlenberg, an dem durch eine Schlacht die Zweite Wiener Türkenbelagerung ihr Ende fand. Er endet am Grab des Sultans in Istanbul (Süleymaniye-Moschee).
Der Sultans Trail wird von der NGO Sultans Trail International in den Niederlanden entwickelt. Nach der Erfahrung mit dem von Pilgern überlaufenen Spanischen Jakobsweg im Jahr 2009, entstand die Idee, einen neuen kulturhistorischen Weitwanderweg anzulegen, der den Westen mit dem Osten verbindet und zur Begegnung unterschiedlicher Kulturen einlädt. Im Jahr 2010 erfolgte die erste Begehung des gesamten Wegs von Wien nach Istanbul.
Da niemand die exakte historische Route von Süleyman kennt, wurde eine Route ausgearbeitet, die historische Schauplätze des Feldzugs mit weiteren kulturellen und Natursehenswürdigkeiten verbindet.
Bis auf den Abschnitt durch die bulgarischen Berge kann der Weg das ganze Jahr über gelaufen werden. Auf den meisten Wegstrecken finden sich vielfältige Übernachtungsmöglichkeiten wie Hotels, Pensionen und Privatzimmer. In Ungarn und Bulgarien ist es notwendig, ein Zelt mitzubringen.
Seit 2021 besteht unter dem gleichen Namen ein Radwanderweg mit ähnlichem Routenverlauf.

## Verlauf
Für den Sultans Trail wurden schon existierende Fernwanderwege, wie der E8, und eine Route parallel zum Donauradweg mit genutzt. Er verläuft durch folgende Orte:
- Österreich: Wien, Schwechat, Rauchenwarth, Trautmannsdorf an der Leitha, Bruck an der Leitha, Rohrau, Petronell-Carnuntum, Hainburg an der Donau, Wolfsthal

- Österreich – Purbach Route: Wien, Schwechat, Rauchenwarth, Trautmannsdorf an der Leitha, Sommerein, Breitenbrunn am Neusiedler See, Purbach am Neusiedler See, Donnerskirchen, Eisenstadt, Sankt Margarethen im Burgenland, Mörbisch am See

- Slowakei: Devín, Bratislava, Marianka, Modra, Harmónia, Častá, Dobrá Voda, Prašník, Vrbové, Čachtice, Nové Mesto nad Váhom, Beckov, Trenčín, Topoľčany, Nitra, Nové Zámky, Kolárovo, Kameničná, Komárno, Iža, Radvaň nad Dunajom-Žitava, Radvaň nad Dunajom, Moča, Kravany nad Dunajom, Obid, Štúrovo
- Ungarn: Halászi, Győr, Tata, Tatabánya, Annavölgy, Esztergom, Szentendre, Budakalász, Budapest, Százhalombatta, Székesfehérvár, Dunaföldvár, Szekszárd, Bátaszék, Mohács, Sátorhely, Udvar.

- Ungarn – Balaton Route: Sopron, Sankt Martin (Österreich), Kőszeg, Sárvár, Sümeg, Keszthely, Szulimán, Csertő, Szigetvár, Pécs, Mohács, Sátorhely, Udvar.

- Kroatien: Topolje, Draž, Podolje, Popovac, Beli Manastir, Karanac, Kneževi Vinogradi, Grabovac, Darda, Osijek, Đakovo, Vinkovci, Vukovar, Šarengrad, Opatovac, Ilok.
- Serbien: Bački Breg, Sombor, Apatin, Bač, Bačka Palanka, Novi Sad, Petrovaradin, Sremski Karlovci, Zemun, Belgrado, Avala, Grocka, Smederevo, Smederevska Palanka, Svilajnac, Despotovac, Ćuprija, Paraćin, Kruševac, Niš, Niška Banja, Bela Palanka, Pirot, Dimitrovgrad.
- Bulgarien: Kalotina, Dragoman, Sofia, Nowi Chan, Ichtiman, Pasardschik, Stambolijski, Plowdiw, Sadowo, Parwomaj, Haskowo, Charmanli, Ljubimez, Swilengrad.

- Bulgarien – Bergroute: Kalotina, Dragoman, Sofia, Witoscha, Samokow, Rila-Kloster, Rila, Velingrad, Smoljan, Ardino, Kardschali, Swilengrad.

- Türkei: Kapıkule, Kemalköy, Karabulut, Sarayakpınar, (Sırpsındığı), Avarız, Edirne, Kösençiftliği, Söğütlüdere, Hasköy, Hamzabey, Uluçınar, Ahmetbey, Karlı, Hallaçlı, İnceğiz, Çatalca, Dursunköy, Sazlıbosna, Şamlar, Kayabaşı Eyüp-Sultan-Moschee, Fatih und Süleymaniye-Moschee.

- Türkei – ‘Jagdroute (Avyolu)’: Edirne bis Dursunköy: Hıdırağa, Karayusuf, Ortakça, Kavaklı, Yağcılı, Süloğlu, Büyük Gerdelli, Dolhan, Paşayeri, Koyunbaba, Kırklareli, Kızılcıkdere, Üsküpdere, Karıncak, Kaynarca, Pınarhisar, Erenler, Poyralı, Doğanca, Develi, Vize, Okçular, Evrenli, Çakıllı, Kavacık, Saray, Küçük Yoncalı, Safaalan, Binkılıç, Aydınlar, Yaylacık, Gümüşpınar, İhsaniye, Akalan, Dağyenice, Boyalık, Dursunköy.

## Kulturrouten in der Türkei
Der Sultans Trail ist in der Türkei eine der jüngst gegründeten Kulturrouten. Die Routen wurden mit dem Ziel entwickelt, das kulturelle Erbe der Türkei Trekkern und anderen Wegnutzern „im Vorbeigehen“ zugänglich zu machen. Die als Kulturrouten bezeichneten Wege folgen alten Handelswegen oder orientieren sich an Spuren berühmter Reisender. Sie können zu Fuß, mit dem Fahrrad oder per Pferd erkundet werden. Der im Jahr 2012 gegründete Verband der Kulturrouten in der Türkei ist eine Non-Profit-Organisation, in der sich die Gründer der Routen mit lokalen Reiseveranstaltern, Pensionsbetreibern und weiteren Partnern zusammengeschlossen haben. Ziel des Verbandes ist es, die Wege im Sinne eines nachhaltigen Tourismus zu entwickeln, sowie die Routen für zukünftige Generationen zu erhalten.
Während die anderen Wege ausschließlich in der Türkei verlaufen, ist Sultans Trail bisher der einzige Weg, der über die Türkei hinaus durch weitere Länder verläuft und sie damit enger mit Europa verbinden möchte.